# 挪威行政區劃
挪威政府將全国分为三級行政区：
- 王国，涵盖挪威全国所有的领土，包括北冰洋的斯瓦尔巴群岛与扬马延岛
- 郡，2024年起全国分为15个郡[1]。郡份的划分部分源自1814年挪威立宪及1905年独立之前的行政区划。郡份也是挪威議會选举中的选区划分。
- 市镇，每个郡由多个市镇組成，2024年时全国共有357个市镇[2]，另外朗伊尔城也是以类似市镇的方式管辖。

挪威政府以合併方式，逐渐減少各郡与市镇的数量。市镇已从1930年代的747个，缩减至今天的数量。郡也减少至15个（曾最低减少至11个），市镇一直都在连续的合并过程中。斯瓦尔巴和扬马延不在郡的范围内。
在地域上，挪威分为东挪威（面积94,576 km2，首府奥斯陆）、南挪威（面积16,433 km2，首府克里斯蒂安桑、阿伦达尔）、西挪威（面积58,582 km2，首府卑尔根、斯塔万格、莫尔德、莱康厄尔)、特伦德拉格（面积41,260 km2，首府特隆赫姆）和北挪威（面积112,951 km2，首府特罗姆瑟、博德、瓦德瑟）。
在政府行政管理内，有些并不参照郡份的分区管理：
- 挪威司法系统（英语：Judiciary of Norway）分为6个地区上诉法院。
- 挪威教会分为11个教区。
- 挪威萨米议会分为13个选区。

## 另見
- ISO 3166-2:NO
- 挪威地域統計單位命名法